# Len Barot
Lenora Ruth „Len“ Barot (* 1950) ist eine US-amerikanische Autorin. Unter den Pseudonymen Radclyffe und L.L. Raand publizierte sie über fünfzig Romane sowie  Anthologien und Erzählungen, die in der Regel Themen aus dem Bereich LGBT-Erotika variieren.

## Leben
Barot besuchte die Hudson Falls High School in Hudson Falls, New York. Sie studierte Medizin an der University at Albany, The State University of New York und an der University of Pennsylvania. Bis 2005 arbeitete sie als Ärztin für plastische Chirurgie in einer Privatklinik. Eine Anklage einer Patientin wegen ärztlicher Kunstfehler konnte vor Gericht nicht nachgewiesen werden. Barot gab nach diesem Gerichtsfall aber den Arztberuf auf und widmete sich ganz dem Schreiben.
Sie veröffentlicht Unterhaltungsromane, Erzählungen und Kurzgeschichten und ist Herausgeberin von Anthologien.
Ihre Werke, die auf Deutsch nicht vorliegen, wurden mit zahlreichen Literaturpreisen von Queer- und LGBT-Organisationen ausgezeichnet. Sie wurde zweimal mit dem Alice B. Readers Award geehrt, einmal für ihr Lebenswerk, mit dem Lambda Literary Award, sowohl für Liebesromane als auch für Erotik, mit mehreren RWA Chapter Awards und 2014 mit dem James Duggins Outstanding Mid-Career Novelist Award. Sie arbeitete weltweit als Workshop-Leiterin, Moderatorin und Referentin.
Barot gründete 2004 den Verlag Bold Strokes Books, dessen Präsidentin sie heute ist. Als Verlegerin bemüht sie sich, auch die Karriere anderer talentierter Autoren der LGBTQ-Literatur zu unterstützen.
Len Barot ist Mitglied der Romance Writers of America, von The Saints and Sinners Literary Hall of Fame und der Independent Book Publishers Association.
Sie wohnt mit ihrer Ehefrau, der Hochschulprofessorin Lee Ligon, in Johnsonville, New York.

## Werke (Auswahl)

### Romane
- Love’s Melody Lost
- Love’s Masquerade
- Love’s Tender Warriors
- Shadowland
- Tomorrow’s Promise
- Turn Back Time
- Passion’s Bright Fury
- When Dreams Tremble
- Secrets in the Stone
- Desire By Starlight
- The Lonely Hearts Club
- Homestead
- The Color of Love
- Secret Hearts

### ER-Roman-Serie
- Fated Love
- Night Call
- Crossroads
- Passionate Rivals

### Rivers-Family-Romance-Serie
- Against Doctor’s Orders
- Prescription for Love
- Love on Call
- Love After Hours
- Love to the Rescue

### First-Responders-Serie
- Trauma Alert
- Firestorm
- Oath of Honor (Crossover mit Honor-Serie)
- Taking Fire
- Wild Shores
- Heart Stop
- Dangerous Waters

### The Provincetown Tales
- Safe Harbor
- Beyond the Breakwaters
- Distant Shores, Silent Thunder
- Storms of Change
- Winds of Fortune
- Returning Tides
- Sheltering Dunes

### The-Honor-Serie
- Above All, Honor
- Honor Bound
- Love & Honor
- Honor Guards
- Honor Reclaimed
- Honor Under Siege
- Word of Honor
- Code of Honor
- Price of Honor

### The-Justice-Serie
- A Matter of Trust (Prequel)
- Shield of Justice
- In Pursuit of Justice
- Justice in the Shadows
- Justice Served
- Justice for All
- Prairie Romance Series
- Innocent Hearts
- Promising Hearts

### Midnight-Hunters-Serie (unter dem Pseudonym LL Raand)
- The Midnight Hunt
- Blood Hunt
- Night Hunt
- The Lone Hunt
- The Magic Hunt
- Shadow Hunt
- Rogue Hunt